# ジュール＝アレクシ・ミュニエ
ジュール＝アレクシ・ミュニエ（Jules-Alexis Muenier、1863年11月29日 - 1942年12月17日）はフランスの画家、写真家である。

## 略歴
リヨンで生まれた。父親はジャーナリストで、「L'Aube」や「L'Indépendant de l'Oise」の編集長を務めた。トロワやボーヴェの高校で学び、美術のクラスで才能を見出され1881年にパリのエコール・デ・ボザールに入学しジャン＝レオン・ジェロームの教室で学んだ。一緒に学んだ、パスカル・ダニャン＝ブーベレやギュスターヴ＝クロード＝エティエンヌ・クルトワと親しくなった。
1885年にパリからオート＝ソーヌ県のクルヴォン(Coulevon)に移り、マリー・パリ（Marie Pâris）と結婚した。義理の父親から財産を受け継ぎ、クルヴォンの村に邸を持った。1887年にサロン・ド・パリに出展し賞を得た。奨学金が与えられて、スペインを旅し、モロッコのフェズやタンジェまで旅した。「オリエンタリズム」が流行していたのでモロッコには、ルイ＝オーギュスト・ジラルドやルネ＝グザヴィエ・プリネといった画家たちが滞在していた。ミュニエは友人のダニャン＝ブーベレとアルジェリアまで旅した。アルジェの夕暮れの風景画や現地の女性の人物画を残した。
自らの住む地方の人々の生活や、風景を描いた。2年間滞在したコルシカ島や息子が住んだスイスの風景も描いた。
1911年にレジオンドヌール勲章（オフィシエ）を受勲した。1921年に芸術アカデミーの会員に選ばれた。

## 作品

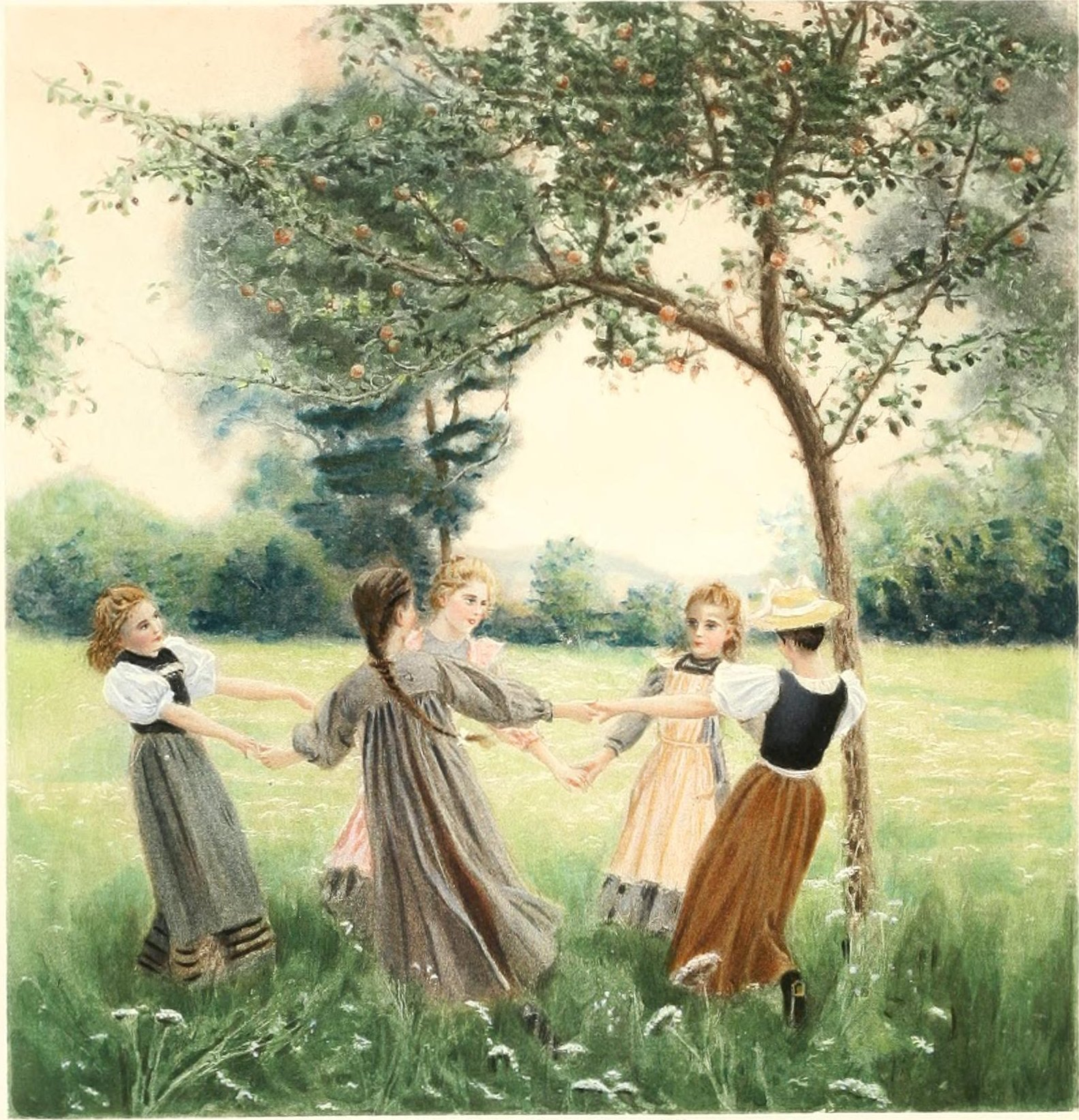
子供の輪
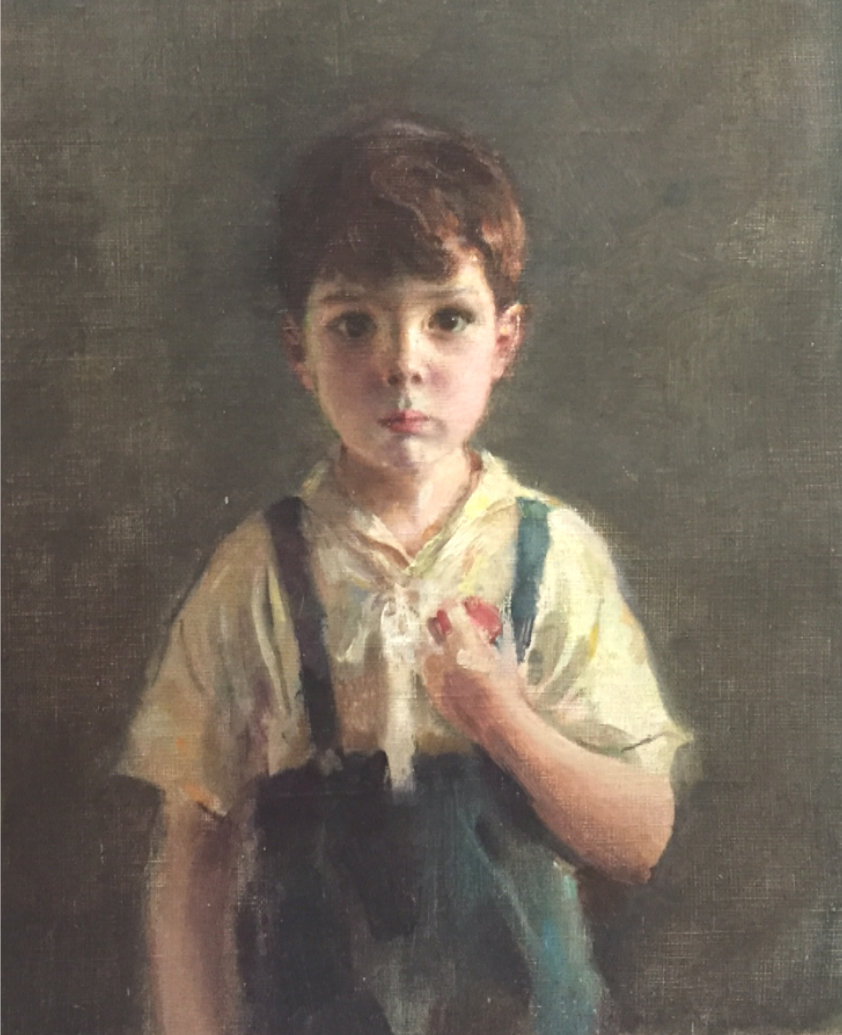
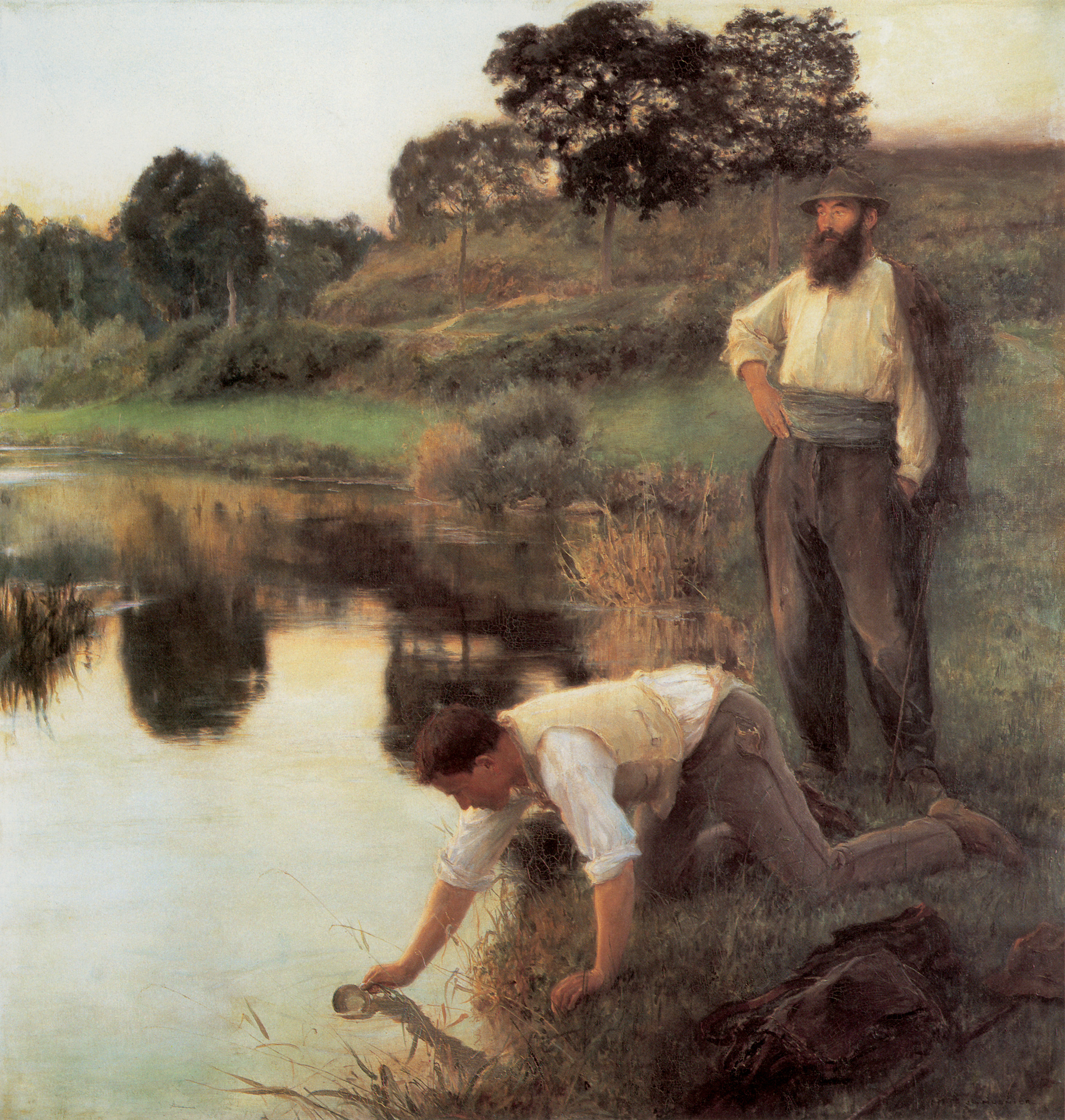
放浪者(Les Chemineaux)
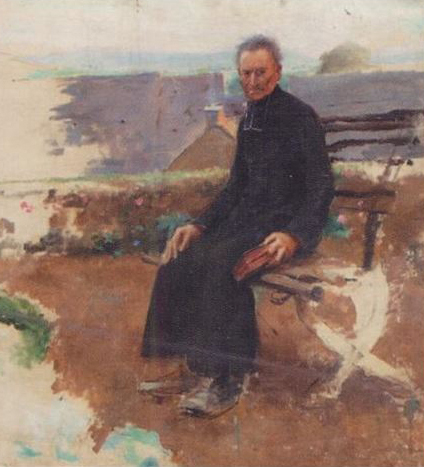
"etude-pour le Breviaire"
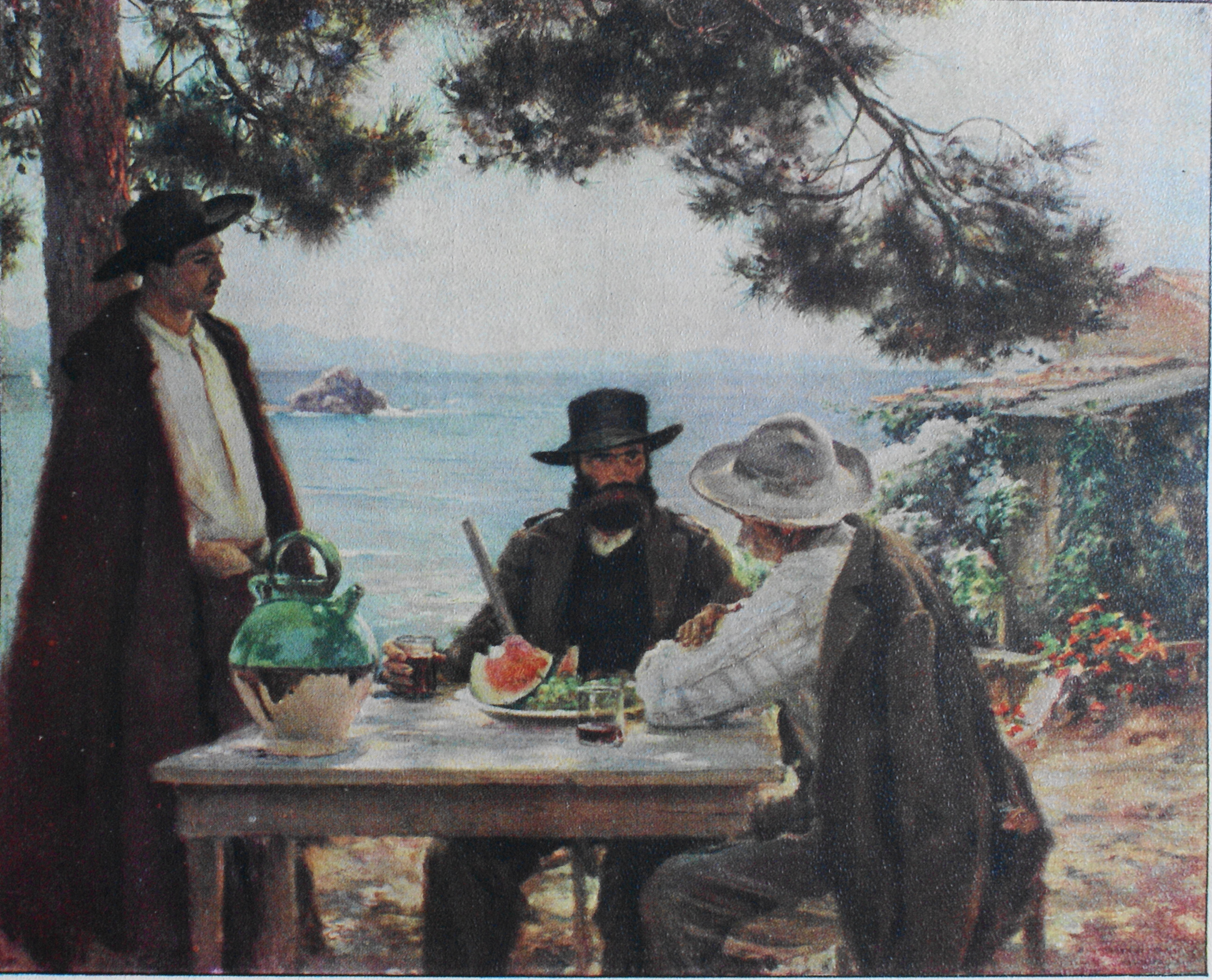
「サンギネールで酒を飲む男たち」
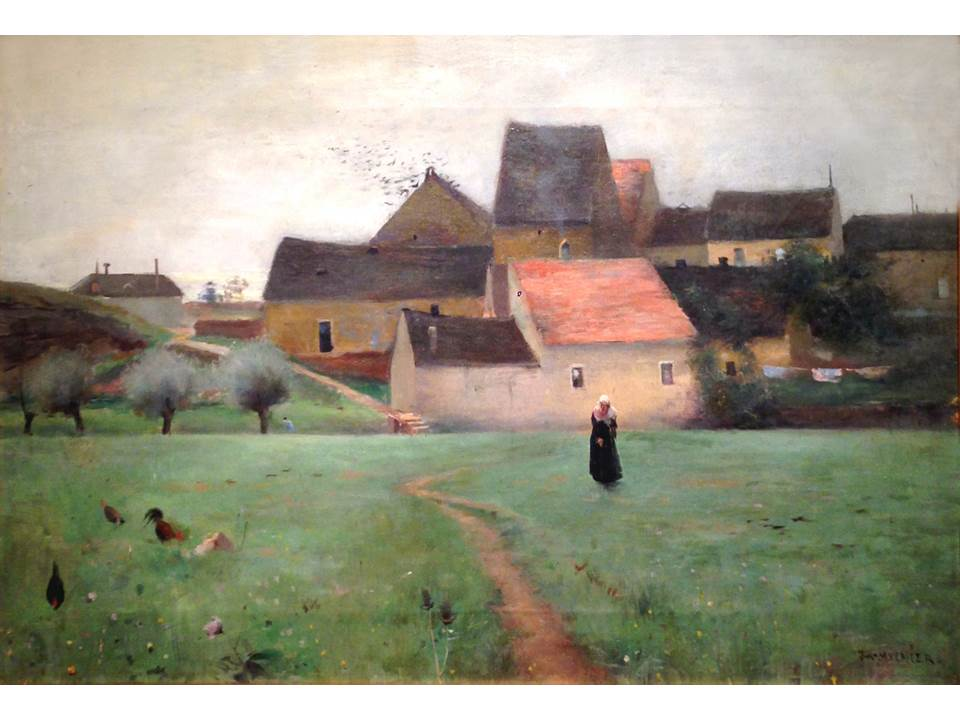
"Montciel"
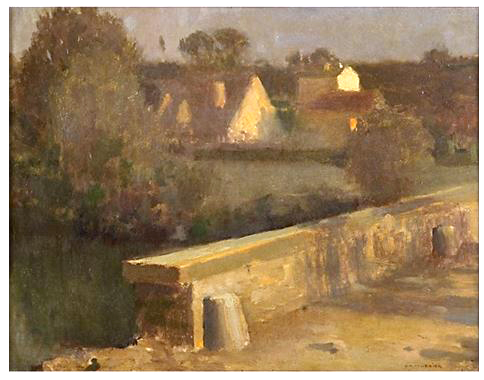
"Coulevon vu du Montcie"
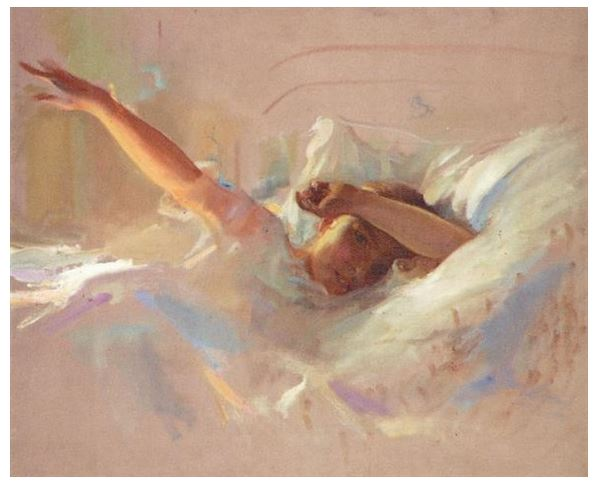